# Labena morda
Labena morda là một loài tò vò trong họ Ichneumonidae.